# Gérard Bauer
Pour les articles homonymes, voir Bauer.
Ne doit pas être confondu avec Gérard Bauër.
Gérard Bauer, né à Neuchâtel le 8 juin 1907 et mort dans la même ville le 13 juillet 2000, est un diplomate suisse, également personnalité politique membre du Parti libéral.

## Biographie
Gérard Bauer est né le 8 juin 1907 à Neuchâtel. Il est le fils du médecin Édouard Bauer et d'Alice Girard.
Après des études de droit à Neuchâtel et de sciences politiques à Paris, suivies de hautes études internationales à Genève, Gérard Bauer officie comme juriste au Département fédéral de l'économie publique en 1936, puis à l'Office suisse d'expansion commerciale (1937-1938). 
Actif en politique, il est successivement élu à l'exécutif de la ville de Neuchâtel de 1938 à 1945, puis au Grand Conseil du canton de Neuchâtel de 1941 à 1945. En 1939, il initie la fondation de l'Institut neuchâtelois. En 1945, le Parti libéral le présente pour succéder à Marcel de Coulon au Conseil des États, mais le Grand Conseil neuchâtelois lui préfère le socialiste Fritz Eymann.
Il est envoyé à Paris à la fin de la Seconde Guerre mondiale par Max Petitpierre pour y représenter la Suisse à l'Organisation européenne de coopération économique (OECE),. Il fera de même auprès de la Communauté européenne du charbon et de l'acier (CECA). De 1956 à 1957, il préside le comité exécutif de l'OECE. En janvier 1958, il revient en Suisse et devient président de la Fédération horlogère, fonction qu'il conserve jusqu'en 1977. Il prend également la présidence de Suchard Holding de 1959 à 1979. 
Il a participé à la revue l'Échauguette du diplomate français Montguerre[réf. nécessaire]. 
Il décède le 13 juillet 2000 à Neuchâtel.

## Famille
Gérard Bauer a épousé l'illustratrice et écologiste Pierrette Bauer-Bovet,. Son frère, Eddy Bauer, a été recteur de l'université de Neuchâtel.

## Hommages
Gérard Bauer est fait docteur honoris causa des universités de Genève en 1968 et Neuchâtel en 1980. En 2004, la ville de Neuchâtel donne son nom à une place qui était nommée jusque-là Place du Crêt-Taconnet,.

## Sources
- Belles-Lettres (Neuchâtel), Livre d'or, 1832-1960, 1, 1962, 279-280; 2, 1984, 31.
- Un homme et son empreinte, Hauterive, Gilles Attinger, 1987
- Marc Perrenoud, « Bauer, Gérard » dans le Dictionnaire historique de la Suisse en ligne, version du 15 novembre 2005.